# Jean de La Taille de Bondaroy

Devise de Jean de la Taille

Blason de la famille de la Taille

Jean de la Taille de Bondaroy est un auteur du XVIe siècle. Il est né au château de Bondaroy, près de Pithiviers, à une date incertaine entre 1533 et 1540, et mort au même endroit vers 1611 ou 12, ou peut-être 1616.

## Biographie
Il reçoit de son père la double formation, militaire et humaniste, d'un jeune gentilhomme à la fois rattaché à la tradition seigneuriale et ouvert aux vents combatifs des idées nouvelles.  Ce qui lui fait choisir sa propre devise à la mode du temps : in utrumque paratus (prêt à l'un comme à l'autre),.  Son père, Louis de la Taille, haut-châtelain de Bondaroy, avait regretté pour lui-même de ne pas avoir suivi les études, et y engage ses quatre fils.  L'attirance pour les idées huguenotes, qui culminera lors de l'ouverture par le père d'un prêche à Bondaroy au plus fort des guerres civiles, marque la jeunesse des fils.
Jean commence l'étude à Paris où il suit les cours de l'humaniste Marc Antoine Muret au Collège de Boncourt (où il se liera avec ses camarades de la future Pléiade) jusqu'à la fuite du grand érudit. Puis il continue à Orléans aux cours de droit d'Anne du Bourg. Il rencontre dans l'entourage de l'amiral de Coligny le combattant de la Réforme, Lancelot II du Lac (petit-fils de Lancelot Ier du Lac, le Bayard orléanais), avec lequel il se lie d'amitié.
Dès avant les guerres civiles, il a écrit le plus fort de son œuvre théâtrale et poétique. Tragédies (Saül le Furieux, La Famine ou Les Gabéonites), comédies (Les Corrivaus, Le Négromant traduit de l'Arioste), poésie (C'est trop pleuré, c'est trop aimé Tristesse …), théorie littéraire (De l'Art de la Tragédie, en épître dédicatoire au Saül). Il participe avec son jeune frère Jacques au mouvement de la Pléiade. À la mort trop jeune de son frère, il s'emploie à publier l'œuvre de celui-ci, tragédies et œuvres didactiques de poésie.
Avec les guerres civiles, il ajoute le libelle politique ou la satire à son éventail littéraire. Il commence par servir dans l'armée royale catholique au cours de la première des guerres de religion (1562-63), puis combat avec les protestants au cours de la troisième (1568-70). Il est blessé d'un coup de lance dans le visage à la bataille d'Arnay-le-Duc (25 juin 1570). Cette blessure lui inspira le sonnet À Dieu. Remarqué alors par Henri de Navarre, et soigné pas les médecins de celui-ci, il finit néanmoins par se retirer dans ses terres.  Les choix écartelés qu'il avait faits jusqu'alors montrent les tiraillements politiques et intellectuels dans lesquels il se débat. Son activité littéraire suit ce nouveau cours.  Favorable à l'unité du royaume (Remonstrance pour le Roy à tous les sujets qui ont prins les armes ou Le Prince nécessaire) tout autant que détracteur des puissants catholiques (probablement l'auteur de l'Histoire abrégée des Singeries de la Ligue) et finalement défiance envers l'entourage du pouvoir (Le Courtisan Retiré). Et il étend son art à d'autres sujets (adaptation de Cattaneo dans La Géomance Abrégée, curiosités du Blason des pierres précieuses, moralisme du Discours notable des Duels).
Il épouse Charlotte du Moulin en 1575, dont il eut trois enfants, Jean, qui meurt jeune, un second fils auquel il donne le prénom de son ami Lancelot, et une fille, Isabelle, qui décède alors qu'elle est fiancée au baron de Saint Georges.
On a souvent prêté à Jean de la Taille l'établissement des règles des "3 unités" du théâtre classique français, à cause de la mésinterprétation d'une phrase de L'Art de la Tragédie : « il faut tousjours representer l'histoire ou le jeu en un mesme jour, en un mesme temps, et en un mesme lieu ». Cette indication porte en fait sur la représentation de la pièce et non sur son contenu, et vise à discriminer la tragédie du mystère, qui était représenté en plusieurs séquences dans des lieux différents, et à grand renfort de dispositifs spectaculaires . Évidemment, le respect d’une telle recommandation agit aussi en partie sur l’intrigue, mais on remarquera que la tragédie qui suit ce texte (Saül le Furieux) est encore loin de l’unité de lieu, sa géographie étant aussi floue que sa temporalité, comme celles de Robert Garnier. Chez Jean de la Taille la construction de l'action est encore « baroque », alors que le théâtre classique prendra pour règle d'unifier l'action par les unités de temps et de lieu, ce qui est un retournement.
Dans ses tragédies dites humanistes il reprend des thèmes antiques et bibliques. Il recommande fortement le réancrage de la thématique dans l'Antiquité, lieu d'une atemporalité où peut se développer la méditation civile et politique, en particulier sur la nature du pouvoir royal et sur ses limites.
Sa comédie "humaniste" originale, Les Corrivaus, est la première comédie régulière française à être composée en prose, et la seule de la Pléiade ; c'est aussi la première dans laquelle l'influence italienne est prépondérante (l'argument en est tiré d'une intrigue de Boccace).

## Œuvres
- Œuvres, Paris, Frédéric Morel, 1572 (Saül le furieux (tragédie); la Remonstrance pour le Roy Charles IX; Hymne à Madame Sœur du Roy, Religieuse contre son gré (chanson); la Rustique amie (chanson), sonnets, anagrammes, épitaphes, épigrammes. A la fin se trouvent quelques poèmes de Jacque de La Taille et une Epistre au lecteur (notice biographique).
- Œuvres, Paris, Frédéric Morel, 1573 : s'ajoutent la Famine  (tragédie); La Mort de Paris et d'Œnone (poème en décasyllabes); le Courtisan retiré; le Combat de fortune et de pauvreté; Le Négromant, traduit de l'Arioste (comédie); Les Corrivaus (comédie); des Elégies, des Chansons, des Sonnets (amoureux et satiriques); un Cantique sur la mort de sa sœur.
- La Géomance abrégée, Paris, Lucas Brayer 1574 (in-4°, 50 feuillets avec son portrait et un lion héraldique); Blason de la Marguerite et des autres pierres précieuses; le Blason de l'Aymant; des épigrammes.